# بالیک‌چیلار (اردهان)
بالیک‌چیلار (به ترکی استانبولی: Balıkçılar، به کردی: Dûdûna) یک منطقهٔ مسکونی در ترکیه است که در اردهان واقع شده‌است.